# Fontaine-sur-Ay
Fontaine-sur-Ay è un comune francese di 339 abitanti situato nel dipartimento della Marna nella regione del Grand Est.

## Società

### Evoluzione demografica
Abitanti censiti